# Стеван Ћоса Стојановић
Стеван Стојановић — Ћоса (Трњане, 1792 — Београд, 13. јул 1855) је био српски официр, трговац, капетан Млаве, тимочки велики сердар и члан Државнога савета.

## Богати трговац
Рођен је 1792. године у Трњанима у Стигу. Млад се преселио у Пожаревац, где је отворио трговину. Доста се обогатио тргујући свињама. Као богати трговац познавао се са кнезом Милошем, који га је 1829. године поставио за члана пожаревачкога суда. На том положају иако неписмен био је неколико година. Када је кнез Милош почео да оснива редовну војску, први официри стигли су из Русије. На једнога рускога официра било је много жалби, па је Милош слао Стевана да то испита.

## Велики сердар
Кнез Милош га је поставио за капетана Млаве. Дужност је обављао јако добро заслужујући уважавање кнеза Милоша. Када је 1833. године Тимочка крајина поново постала део кнежевине Србије, кнез га је поставио за команданта Тимочке крајине. Постао је 1834. године тимочки велики сердар, са командом над више капетана источне Србије. Србија је имала тада само 5 сердарстава. Спадао је међу најоданије кнежеве официре, јер се приликом Милетине буне кнез поуздавао највише у њега и свога брата Јована Обреновића.

## Државни саветник
На положају тимочкога великога сердара задржао се до 1839, када је постао члан Државнога савета. И након промене династије 1842. године потврђен је као члан Државнога савета. Као државни саветник надзирао је поште, које су тек тада биле уведене. Иако је био неписмен изабран је за почаснога члана Друштва српске словесности. Умро је 13. јула 1855. године у Београду.